# 좀비덤 극장판 진흙괴물을 잡아라
좀비덤 극장판 진흙괴물을 잡아라는 대한민국과 미국에서 제작된 좀비덤 극장판의 1번째 애니메이션이다.

## 출연진
- 고성일 - 좀슨
- 이명희 - 하나,좀걸,미녀스컬
- 전태열 - 좀빌
- 홍범기 - 좀잭
- 강시현 - 좀팻
- 이인성 - 좀콩
- 신용우 - 좀치
- 양정화 - 좀꼬
- 정영웅 - 좀보
- 조현정 - 윙키
- 남도형 - 펌키니
- 송하림 - 브르
- 김율 - 수수
- 손수호 - 뼈공룡
- 안영미 - 반려 닭
- 전해리 - 모모
- 김기흥 - 진흙괴물
- 이재범,최정호,정혜옥,이주창,민응식,최석필,은영선,문남숙,이새벽 등 - 진흙괴물
- 박성태,이장원,시영준,김신우,박만영,정미라,홍소영,구자형,김준,윤아영,최하나,엄상현,정재헌,심규혁,김정호,전숙경,유해무,이현진 등 - 단역